# Baskenland-Rundfahrt 2024
Die Baskenland-Rundfahrt 2024 war die 63. Austragung des spanischen Etappenrennens. Das Radrennen fand vom 1. bis zum 6. April im Rahmen von sechs Etappen statt und war Teil der UCI WorldTour 2024.
Den Gesamtsieg sicherte sich der erst 21-jährige Spanier Juan Ayuso (UAE Team Emirates), der das Führungstrikot erst am letzten Etappentag übernahm. Dahinter folgten Carlos Rodríguez (Ineos Grenadiers) und Mattias Skjelmose Jensen (Lidl-Trek) mit 42 bzw. 43 Sekunden Rückstand. Die Punktewertung ging an Alex Aranburu (Movistar Team), während sich Sepp Kuss (Team Visma-Lease a Bike) die Bergwertung sicherte. In der Mannschaftswertung triumphierte das UAE Team Emirates, das vier Fahrer in den Top 10 der Gesamtwertung platzierte.

## Streckenführung
Insgesamt legten die Fahrer in den sechs Etappen 833,6 Kilometer zurück. Es standen ein Einzelzeitfahren und fünf hüglige Etappen auf dem Programm, die keine Bergankunft beinhalteten. Die Rundfahrt begann mit einem 10 Kilometer langen Einzelzeitfahren in Irun, ehe die Strecke am zweiten Tag in den französischen Teil des Baskenlands führte. Hier war in Cambo-les-Bains (Kanbo) das Etappenziel. Tags drauf kehrten die Fahrer nach Spanien zurück, und es folgten drei hüglige Etappen, wobei die teils steilen Schlussanstiege meist wenige Kilometer vor dem Zielstrich bewältigt werden mussten. Die Zielorte waren Altsasu, Legutio und Amorebieta-Etxano. Die abschließende sechste Etappe startete und endete in Eibar und beinhaltete sieben Bergwertungen, wobei die letzte rund zehn Kilometer vor dem Ziel passiert wurde. Der höchste Punkt der Rundfahrt war der Puerto de Opakua mit einer Höhe von 1020 Metern.
| Etappe         | Datum             | Strecke                             | Typ                 | km    |
| -------------- | ----------------- | ----------------------------------- | ------------------- | ----- |
| 1              | Mo, 1. April 2024 | Irun – Irun                         | Einzelzeitfahren    | 10    |
| 2              | Di, 2. April 2024 | Irun – Kanbo                        | Mittelgebirgsetappe | 160   |
| 3              | Mi, 3. April 2024 | Ezpeleta – Altsasu                  | Mittelgebirgsetappe | 190,9 |
| 4              | Do, 4. April 2024 | Etxarri Aranatz – Legutio           | Mittelgebirgsetappe | 159   |
| 5              | Fr, 5. April 2024 | Vitoria-Gasteiz – Amorebieta-Etxano | Mittelgebirgsetappe | 175,9 |
| 6              | Sa, 6. April 2024 | Eibar – Eibar                       | Mittelgebirgsetappe | 137,8 |
| Gesamtdistanz: | Gesamtdistanz:    | Gesamtdistanz:                      | Gesamtdistanz:      | 833,6 |

## Reglement
Im Rahmen der 63. Auflage wurden Trikots für die Gesamtwertung (gelb), Punktewertung (grün), Bergwertung (weiß mit roten Punkten) und Nachwuchswertung (blau) vergeben. Zusätzlich gab es eine Teamwertung und eine Auszeichnung des aktivsten Fahrers.
Für die Teamwertung wurden die Zeiten der drei besten Fahrer pro Etappe zusammengezählt. Während der Etappen gab es die Möglichkeit, Zeitbonifikationen zu gewinnen, um sich in der Gesamtwertung zu verbessern. Die Vergabe der Sekunden sowie der Punkte für die Punkte- und Bergwertung wird in der folgenden Tabelle erklärt:
|                 |                | 1. | 2. | 3. | 4. | 5. | 6. | 7. | 8. | 9. | 10. | 11. | 12. | 13. | 14. | 15. | Platz    |
| Punktewertung   | Zielankunft    | 25 | 20 | 16 | 14 | 12 | 10 | 9  | 8  | 7  | 6   | 5   | 4   | 3   | 2   | 1   | Punkte   |
| Punktewertung   | Zwischensprint | 10 | 6  | 4  |    |    |    |    |    |    |     |     |     |     |     |     | Punkte   |
| Bergwertung     | 1. Kategorie   | 10 | 8  | 6  | 4  | 2  | 1  |    |    |    |     |     |     |     |     |     | Punkte   |
| Bergwertung     | 2. Kategorie   | 6  | 4  | 2  | 1  |    |    |    |    |    |     |     |     |     |     |     | Punkte   |
| Bergwertung     | 3. Kategorie   | 3  | 2  | 1  |    |    |    |    |    |    |     |     |     |     |     |     | Punkte   |
| Bonussekununden | Zielankunft    | 10 | 6  | 4  |    |    |    |    |    |    |     |     |     |     |     |     | Sekunden |
| Bonussekununden | Zwischensprint | 3  | 2  | 1  |    |    |    |    |    |    |     |     |     |     |     |     | Sekunden |

## Teilnehmende Mannschaften und Fahrer
Neben den 18 UCI WorldTeams gingen auch 6 UCI ProTeams bei der Rundfahrt an den Start. Für jedes Team waren sieben Fahrer startberechtigt, wobei Thomas Pidcock (Ineos Grenadiers) die Rundfahrt nach einem Sturz vor der ersten Etappe nicht in Angriff nahm.
Bei der Baskenland-Rundfahrt kam es zum ersten Aufeinandertreffen zwischen Jonas Vingegaard (Team Visma-Lease a Bike), Remco Evenepoel (Soudal Quick-Step) und Primož Roglič (Bora-hansgrohe). Die drei Teams hatten zudem mit Sepp Kuss (Team Visma-Lease a Bike), Mikel Landa (Soudal Quick-Step) und Jai Hindley (Bora-hansgrohe) starke Co-Leader am Start. Weitere bekannte Gesamtklassement-Fahrer waren Juan Ayuso, Brandon McNulty, Jay Vine, Isaac Del Toro (alle UAE Team Emirates), Carlos Rodríguez, Thomas Pidcock (beide Ineos Grenadiers), Tao Geoghegan Hart, Mattias Skjelmose Jensen (beide Lidl-Trek), David Gaudu (Groupama-FDJ), Felix Gall (Decathlon AG2R La Mondiale Team), Pello Bilbao, Santiago Buitrago (Bahrain Victorious), Eddie Dunbar (Team Jayco AlUla), Ion Izagirre (Cofidis), Oscar Onley, Warren Barguil (beide Team dsm-firmenich PostNL), Louis Meintjes (Intermarché-Wanty) und Steff Cras (TotalEnergies).
In Abwesenheit der Top-Sprinter zählten Ethan Hayter, Thomas Pidcock (beide Ineos Grenadiers), Nikias Arndt (Bahrain Victorious), Quinten Hermans (Alpecin-Deceuninck), Orluis Aular (Caja Rural-Seguros RGA), Alex Aranburu (Movistar Team), Romain Grégoire (Groupama-FDJ), Ide Schelling (Astana Qazaqstan Team), Andrea Bagioli (Lidl-Trek) und Mauro Schmid (Team Jayco AlUla) zu den endschnellsten Fahrern.
| UCI WorldTeams | UCI WorldTeams                  | UCI WorldTeams | UCI WorldTeams        | UCI WorldTeams | UCI WorldTeams            | UCI ProTeams | UCI ProTeams           |
| -------------- | ------------------------------- | -------------- | --------------------- | -------------- | ------------------------- | ------------ | ---------------------- |
| ADC            | Alpecin-Deceuninck              | EFE            | EF Education-EasyPost | DFP            | Team dsm-firmenich PostNL | BBH          | Burgos-BH              |
| ARK            | Arkéa-B&B Hotels                | GFC            | Groupama-FDJ          | JAY            | Team Jayco AlUla          | CJR          | Caja Rural-Seguros RGA |
| AST            | Astana Qazaqstan Team           | IGD            | Ineos Grenadiers      | TVL            | Team Visma-Lease a Bike   | EKP          | Equipo Kern Pharma     |
| TBV            | Bahrain Victorious              | IWA            | Intermarché-Wanty     | UAD            | UAE Team Emirates         | EUS          | Euskaltel-Euskadi      |
| BOH            | Bora-Hansgrohe                  | LTK            | Lidl-Trek             |                |                           | Q36          | Q36.5 Pro Cycling Team |
| COF            | Cofidis                         | MOV            | Movistar Team         |                |                           | TEN          | TotalEnergies          |
| DAT            | Decathlon AG2R La Mondiale Team | SOQ            | Soudal Quick-Step     |                |                           |              |                        |

## Rennverlauf und Ergebnisse
Im Einzelzeitfahren der ersten Etappe setzte sich Primož Roglič (Bora-hansgrohe) durch, obwohl er sich kurz vor dem Ziel verfuhr und so einige Sekunden einbüßte. Dahinter folgten Jay Vine (UAE Team Emirates) und Mattias Skjelmose Jensen (Lidl-Trek) mit sieben bzw. zehn Sekunden Rückstand. Der amtierende Zeitfahrweltmeister Remco Evenepoel (Soudal Quick-Step) belegte mit einem Rückstand von elf Sekunden den vierten Rang, verlor jedoch ebenfalls Zeit, da er in einer Rechtskurve zu Beginn der Strecke zu Sturz kam. Jonas Vingegaard (Visma-Lease a Bike) verlor als Fünfter 15 Sekunden auf den Etappensieger, während Juan Ayuso (UAE Team Emirates) als siebter einen Rückstand von 16 Sekunden aufwies. Auch Brandon McNulty, Isaac Del Toro (beide UAE Team Emirates), Santiago Buitrago, Pello Bilbao (beide Bahrain Victorious) und Tao Geoghegan Hart (Lidl-Trek) blieben innerhalb der 30-Sekunden-Marke. David Gaudu (Groupama-FDJ), Jai Hindley (Bora-hansgrohe) und Carlos Rodríguez (Ineos Grenadiers) verloren etwas mehr Zeit, während Mikel Landa (Soudal Quick-Step), Eddie Dunbar (Jayco AlUla) und Felix Gall (Decathlon AG2R La Mondiale) bereits nach der ersten Etappe rund eine Minute im Gesamtklassement zurücklagen. Bei der Streckenbesichtigung kam Thomas Pidcock (Ineos Grenadiers) zu Sturz und konnte die Rundfahrt deshalb nicht in Angriff nehmen.
Die zweite Etappe endete in einem Sprint aus einer kleinen Gruppe, da sich das Hauptfeld auf den vom Regen nassen Straßen nach einem Sturz geteilt hatte. Der Sieg ging an den Franzosen Paul Lapeira (Decathlon AG2R La Mondiale) vor Samuele Battistella (Astana Qazaqstan) und Louis Vervaeke (Soudal Quick-Step). Carlos Rodríguez, Santiago Buitrago, Jay Vine, Jai Hindley, David Gaudu, Isaac Del Toro, Ion Izagirre und Eddie Dunbar verloren 23 Sekunden auf den Etappensieger, während Felix Gall und Tao Geoghegan Hart das Ziel mit mehr als drei Minuten Rückstand erreichten. In der Gesamtwertung waren nun Mattias Skjelmose Jensen und Remco Evenepoel, der sich beim zweiten Zwischensprint eine Bonussekunde sicherte, mit einem Rückstand von zehn Sekunden die ersten Verfolger von Primož Roglič. Juan Ayuso rückte aufgrund seiner zwei Bonussekunden auf den vierten Gesamtrang vor.
Auch die dritte Etappe endete in einem Sprint, wobei sich Quinten Hermans (Alpecin-Deceuninck) auf der ansteigenden Zielgeraden vor Edoardo Zambanini (Bahrain Victorious) und Alex Aranburu (Movistar) durchsetzte. Primož Roglič verteidigte das Gelbe Trikot, obwohl er rund 40 Kilometer vor dem Ziel zu Sturz kam und zwischenzeitlich abgehängt worden war. Im Finale kam es zu einem weiteren Sturz im Peloton, in den auch Juan Ayuso involviert war. Aufgrund der 3-Kilometer-Regel verlor der Spanier jedoch keine Zeit. In der Gesamtwertung lag Primož Roglič nun sieben Sekunden vor Remco Evenepoel, der sich beim zweiten Zwischensprint drei Bonussekunden sicherte. Hinter Isaac Del Toro holte auch Jonas Vingegaard eine Bonussekunde. Der Däne lag nun 14 Sekunden hinter dem Gesamtführenden. David Gaudu nahm die dritte Etappe nicht in Angriff.
Die vierte Etappe wurde von einem schweren Massensturz überschattet, der sich in der Abfahrt des Olaeta (747 m) im Hauptfeld ereignete. In einer schnellen Rechtskurve kamen mehrere Fahrer von der Straße ab und stürzten in einen Straßengraben oder im nahe liegenden Wald. Unter den Sturzopfern waren auch Primož Roglič, Remco Evenepoel und Jonas Vingegaard, wobei letzterer mit dem Krankenwagen abtransportiert werden musste. Das Team des Dänen bestätigte am Abend der Etappe, dass dieser neben einem gebrochenen Schlüsselbein mehrere Rippenbrüche erlitten hat. Auch bei Evenepoel, der zwar noch über den Betongraben, in den Vingegaard gestürzt war, springen konnte, wurde ein Bruch des rechten Schlüsselbeins sowie des rechten Schulterblatts festgestellt.
Nachdem das Rennen angehalten und neutralisiert worden war, erhielten die Ausreißer die Möglichkeit, um den Etappensieg zu kämpfen, während das Peloton geschlossen in Richtung Ziel fuhr. Louis Meintjes (Intermarché-Wanty) gewann schlussendlich die Etappe vor Reuben Thompson (Groupama-FDJ) und Karel Vacek (Burgos-BH). Mattias Skjelmose Jensen übernahm die Gesamtführung.
Auf der fünften Etappe schied mit Mikel Landa ein weiterer Gesamtklassement-Fahrer nach einem Sturz aus. Der Sieg ging an den Franzosen Romain Grégoire (Groupama-FDJ), der sich im Sprint aus einer kleinen Gruppe vor Orluis Aular (Caja Rural-Seguros RGA) und Maximilian Schachmann (Bora-hansgrohe), der nun mit zwei Sekunden Rückstand der erste Verfolger von Mattias Skjelmose Jensen war.
Auf der sechsten und letzten Etappe nutzte das UAE Team Emirates seine Mannschaftsstärke, um Mattias Skjelmose Jensen das Führungstrikot abzunehmen. Nachdem mit Sjoerd Bax und Igor Arrieta zwei Fahrer der Mannschaft in die frühe Ausreißergruppe gegangen waren, griff Marc Soler etwa zur Hälfte der Etappe im Anstieg des Krabelin an und schloss wenig später zu seinen beiden Teamkollegen auf. Der Spanier, der vor dem letzten Abschnitt in der Gesamtwertung nur 47 Sekunden hinter Mattias Skjelmose Jensen zurückgelegen war, sicherte sich beim zweiten Zwischensprint drei Bonussekunden und setzte die Lidl-Trek Mannschaft so unter Druck. Nachdem der Vorsprung der Ausreißer rund 30 Kilometer vor dem Ziel immer noch rund eine Minute betrug, forcierte Mattias Skjelmose Jensen im Anstieg des Izua das Tempo, ehe er im oberen Teil von Juan Ayuso abgehängt wurde. Der Spanier, der in der Gesamtwertung nur vier Sekunden zurücklag, schloss im Anschluss zu seinem Teamkollegen Marc Soler auf. Nachdem Mattias Skjelmose Jensen in der nachfolgenden Abfahrt die Lücke gemeinsam mit Carlos Rodríguez wieder geschlossen hatte, fiel der Däne im Schlussanstieg jedoch erneut zurück. Juan Ayuso setzte sich gemeinsam mit Carlos Rodríguez von den restlichen Fahrern ab, wobei Ersterer den Rundfahrtsieg und Letzterer den Tagessieg holte. Mattias Skjelmose Jensen rutschte hinter den beiden Spaniern auf den dritten Gesamtrang ab.

### Etappe 1: Irun – Irun (10 km)
Die erste Etappe wurde im Rahmen eines zehn Kilometer langen Einzelzeitfahrens ausgetragen, wobei Irun als Start- und Zielort diente. Der Start erfolgte im Zentrum der Stadt auf der Luis Mariano Kalea, ehe die Strecke bereits nach wenigen Metern auf der Pikoketa Karrika Steigungsprozente von 10 % aufwies. Im Anschluss folgten die Fahrer der Elizatxo Hiribidea in Richtung Südwesten, bevor sie bei einem Kreisverkehr auf die GI-3452 abbogen. Diese wies auf einer Länge von 1,7 Kilometern eine durchschnittliche Steigung von 5,2 % auf, wobei sie eine kleine Zwischenabfahrt beinhaltete. Nachdem auf dem höchsten Punkt unter dem Namen Olaberria (119 m) eine Bergwertung der 3. Kategorie abgenommen worden war, folgte eine längere, flache Abfahrt, die die Fahrer zurück nach Irun leitete. Beim Plaza Urdanibia wurde mit der San Marcial die Zielgerade erreicht, die zum San Juan Arria Plaza führte und dabei erneut Steigungsprozente von bis zu 10 % aufwies.
| Platz | Fahrer                   | Nation | Team                    | Zeit                   |
| ----- | ------------------------ | ------ | ----------------------- | ---------------------- |
| 01.   | Primož Roglič            | SLO    | Bora-hansgrohe          | 0:12:34 h (47,74 km/h) |
| 02.   | Jay Vine                 | AUS    | UAE Team Emirates       | + 0:07 min             |
| 03.   | Mattias Skjelmose Jensen | DEN    | Lidl-Trek               | + 0:10 min             |
| 04.   | Remco Evenepoel          | BEL    | Soudal Quick-Step       | + 0:11 min             |
| 05.   | Jonas Vingegaard         | DEN    | Team Visma-Lease a Bike | + 0:15 min             |
| 06.   | Kévin Vauquelin          | FRA    | Arkéa-B&B Hotels        | + 0:16 min             |
| 07.   | Juan Ayuso               | ESP    | UAE Team Emirates       | "                      |
| 08.   | Maximilian Schachmann    | GER    | Bora-hansgrohe          | "                      |
| 09.   | Ethan Hayter             | GBR    | Ineos Grenadiers        | + 0:19 min             |
| 10.   | Ion Izagirre             | ESP    | Cofidis                 | + 0:21 min             |

| Platz | Fahrer                   | Nation | Team                    | Zeit       |
| ----- | ------------------------ | ------ | ----------------------- | ---------- |
| 01.   | Primož Roglič            | SLO    | Bora-hansgrohe          | 0:12:34 h  |
| 02.   | Jay Vine                 | AUS    | UAE Team Emirates       | + 0:07 min |
| 03.   | Mattias Skjelmose Jensen | DEN    | Lidl-Trek               | + 0:10 min |
| 04.   | Remco Evenepoel          | BEL    | Soudal Quick-Step       | + 0:11 min |
| 05.   | Jonas Vingegaard         | DEN    | Team Visma-Lease a Bike | + 0:15 min |
| 06.   | Kévin Vauquelin          | FRA    | Arkéa-B&B Hotels        | + 0:16 min |
| 07.   | Juan Ayuso               | ESP    | UAE Team Emirates       | "          |
| 08.   | Maximilian Schachmann    | GER    | Bora-hansgrohe          | "          |
| 09.   | Ethan Hayter             | GBR    | Ineos Grenadiers        | + 0:19 min |
| 10.   | Ion Izagirre             | ESP    | Cofidis                 | + 0:21 min |

### Etappe 2: Irun – Kanbo (160 km)
Die zweite Etappe führte vom spanischen Irun ins französische Cambo-les-Bains (Kanbo). Bereits kurz nach dem Start wurde bei Hendaye die Landesgrenze überquert, ehe die Strecke flach nach Ascain führte. Nun wurde mit dem Anstieg von Saint-Ignace (158 m) eine Bergwertung der 3. Kategorie in Angriff genommen, die bei Kilometer 19,5 überquert wurde. Die meisten Punkte sicherte sich Jetse Bol (Burgos-BH), der sich gemeinsam mit Iván Cobo (Kern Pharma), Alexis Vuillermoz (TotalEnergies), Xabier Mikel Azparren (Q36.5) und dessen Bruder Enekoitz Azparren (Euskaltel-Euskadi) in der Ausreißergruppe befand. Über Sare, Ainhoa und Espelette ging es nun zum Zielort Cambo-les-Bains, wo nach 49,6 Kilometern, bei der ersten Zielpassage, der erste Zwischensprint erfolgte. Hier sicherte sich Alexis Vuillermoz die meisten Zeitbonifikationen. Nun führte die Strecke gen Süden, ehe die Fahrtrichtung bei Saint-Martin-d’Arrossa in Richtung Osten bzw. Norden drehte. Nach Hasparren erfolgte vor Bayonne ein weiterer Richtungswechsel, der die Fahrer über Ustaritz nach Espelette leitete, wo 7,8 Kilometer vor dem Ziel der zweite Zwischensprint erfolgte. Nachdem die Ausreißergruppe eingeholt worden war, sicherte sich Isaac Del Toro (UAE Team Emirates) vor seinem Teamkollegen Juan Ayuso und Remco Evenepoel (Soudal Quick-Step) die meisten Bonussekunden. Auf den letzten Kilometern kam es zu einem Sturz im Hauptfeld, in den auch Tao Geoghegan Hart (Lidl-Trek) verwickelt war. Die letzten beiden Kilometer verliefen leicht ansteigend, wobei die Villa Arnaga passiert wurde. Die Entscheidung fiel im Sprint aus einer kleineren Gruppe.
| Platz | Fahrer                 | Nation | Team                            | Zeit                   |
| ----- | ---------------------- | ------ | ------------------------------- | ---------------------- |
| 01.   | Paul Lapeira           | FRA    | Decathlon AG2R La Mondiale Team | 3:42:28 h (43,15 km/h) |
| 02.   | Samuele Battistella    | ITA    | Astana Qazaqstan Team           | "                      |
| 03.   | Louis Vervaeke         | BEL    | Soudal Quick-Step               | "                      |
| 04.   | Pau Miquel             | ESP    | Equipo Kern Pharma              | "                      |
| 05.   | Alex Aranburu          | ESP    | Movistar Team                   | "                      |
| 06.   | Guillermo Thomas Silva | URY    | Caja Rural-Seguros RGA          | "                      |
| 07.   | Gonzalo Serrano        | ESP    | Movistar Team                   | "                      |
| 08.   | Valentin Retailleau    | FRA    | Decathlon AG2R La Mondiale Team | "                      |
| 09.   | Brandon McNulty        | USA    | UAE Team Emirates               | "                      |
| 10.   | Quinten Hermans        | BEL    | Alpecin-Deceuninck              | "                      |

| Platz | Fahrer                   | Nation | Team                            | Zeit       |
| ----- | ------------------------ | ------ | ------------------------------- | ---------- |
| 01.   | Primož Roglič            | SLO    | Bora-hansgrohe                  | 3:55:02 h  |
| 02.   | Mattias Skjelmose Jensen | DEN    | Lidl-Trek                       | + 0:10 min |
| 03.   | Remco Evenepoel          | BEL    | Soudal Quick-Step               | "          |
| 04.   | Juan Ayuso               | ESP    | UAE Team Emirates               | + 0:14 min |
| 05.   | Jonas Vingegaard         | DEN    | Team Visma-Lease a Bike         | + 0:15 min |
| 06.   | Kévin Vauquelin          | FRA    | Arkéa-B&B Hotels                | + 0:16 min |
| 07.   | Maximilian Schachmann    | GER    | Bora-hansgrohe                  | "          |
| 08.   | Brandon McNulty          | USA    | UAE Team Emirates               | + 0:23 min |
| 09.   | Bruno Armirail           | FRA    | Decathlon AG2R La Mondiale Team | + 0:24 min |
| 10.   | Pello Bilbao             | ESP    | Bahrain Victorious              | + 0:25 min |

### Etappe 3: Ezpeleta – Altsasu (190,9 km)
Die dritte und längste Etappe startete im französischen Espelette (Ezpeleta) und endete im spanischen Altsasu. Unmittelbar nach dem Start begann die Straße zu steigen und führte auf den Puerto de Otxondo (573 m), der als Anstieg der 2. Kategorie eine Durchschnittsteigung von 5,7 % aufwies. Hier sicherte sich Louis Meintjes (Intermarché-Wanty) die meisten Punkte. Nachdem die Kuppe bei Kilometer 8,5 überquert worden war, folgte eine längere Abfahrt, die die Fahrer nach Doneztebe leitete. Nun erfolgte die 11,2 Kilometer lange, flache Auffahrt auf den Usategieta Gaina (695 m), der bei Kilometer 59,8 in Arkiskil überquert wurde und als Bergwertung der 2. Kategorie klassifiziert worden war. Im Anstieg setzten sich mit Tom Paquot (Intermarché-Wanty), Eric Antonio Fagundez (Burgos-BH) und Alan Jousseaume (TotalEnergies) drei Fahrer vom Peloton ab, wobei Letzterer die meisten Punkte bei der Bergwertung holte. Im Anschluss folgten mit dem Uitzi (808 m) und Puerto de Zuarrarrate (800 m) zwei Anstiege der 3. Kategorie, die von Leitza bzw. Lekunberri aus befahren und bei den Kilometern 70,1 bzw. 85,5 überquert wurden. Mit Alan Jousseaume und Eric Antonio Fagundez überquerten zwei unterschiedliche Fahrer die Kuppe an der ersten Position. Nun ging es weiter nach Irurtzun, ehe die Fahrer auf einem Hochplateau flach in Richtung Westen fuhren. Bei der ersten Zieldurchfahrt in Altsasu erfolgte der erste Zwischensprint bei Kilometer 123, den sich der Neuseeländer James Fouché (Euskaltel-Euskadi) sicherte, der spät zur Ausreißergruppe aufgeschlossen war. Im Anschluss führte die Strecke über den nicht kategorisierten Puerto de Otzaurte bis kurz vor Beasain. Die kleine Ortschaft wurde jedoch nicht durchfahren, sondern im Norden über den kurzen, aber steilen Anstieg von Olaberria (311 m) umfahren. Hier wurde 36,7 Kilometer vor dem Ziel eine Bergwertung der 3. Kategorie abgenommen, die an Isaac del Toro (UAE Team Emirates) ging, nachdem die Ausreißer eingeholt worden waren. Nach der anschließenden Abfahrt folgte die Straße dem Agauntza Erreka stromaufwärts und führte so auf den Puerto de Lizarrusti (622 m), der auf einer Länge von 6,4 Kilometern eine Durchschnittssteigung von 4,7 % aufwies und als Anstieg der 2. Kategorie klassifiziert worden war. Im Anstieg konnte der zuvor gestürzte Primož Roglič (Visma-Lease a Bike) wieder zum Peloton aufschließen, ehe Louis Meintjes nach der ersten auch über die letzte Bergwertung des Tages führte. Nachdem die Passhöhe 18,4 Kilometer vor dem Ziel überquert worden war, führte eine flache Abfahrt nach Etxarri Aranatz, wo 9,4 Kilometer vor dem Ziel der zweite Zwischensprint erfolgte. Die verbliebenen Kilometer führten flach zum Zielort Altsasu.
| Platz | Fahrer              | Nation | Team                            | Zeit                   |
| ----- | ------------------- | ------ | ------------------------------- | ---------------------- |
| 01.   | Quinten Hermans     | BEL    | Alpecin-Deceuninck              | 4:40:59 h (40,76 km/h) |
| 02.   | Edoardo Zambanini   | ITA    | Bahrain Victorious              | "                      |
| 03.   | Alex Aranburu       | ESP    | Movistar Team                   | "                      |
| 04.   | Davide De Pretto    | ITA    | Team Jayco AlUla                | "                      |
| 05.   | Nikias Arndt        | GER    | Bahrain Victorious              | "                      |
| 06.   | Ethan Hayter        | GBR    | Ineos Grenadiers                | "                      |
| 07.   | Romain Grégoire     | FRA    | Groupama-FDJ                    | "                      |
| 08.   | Kévin Vauquelin     | FRA    | Arkéa-B&B Hotels                | "                      |
| 09.   | Vito Braet          | BEL    | Intermarché-Wanty               | "                      |
| 10.   | Valentin Retailleau | FRA    | Decathlon AG2R La Mondiale Team | "                      |

| Platz | Fahrer                   | Nation | Team                            | Zeit       |
| ----- | ------------------------ | ------ | ------------------------------- | ---------- |
| 01.   | Primož Roglič            | SLO    | Bora-hansgrohe                  | 8:36:01 h  |
| 02.   | Remco Evenepoel          | BEL    | Soudal Quick-Step               | + 0:07 min |
| 03.   | Mattias Skjelmose Jensen | DEN    | Lidl-Trek                       | + 0:10 min |
| 04.   | Juan Ayuso               | ESP    | UAE Team Emirates               | + 0:14 min |
| 05.   | Jonas Vingegaard         | DEN    | Team Visma-Lease a Bike         | "          |
| 06.   | Kévin Vauquelin          | FRA    | Arkéa-B&B Hotels                | + 0:16 min |
| 07.   | Maximilian Schachmann    | GER    | Bora-hansgrohe                  | "          |
| 08.   | Brandon McNulty          | USA    | UAE Team Emirates               | + 0:23 min |
| 09.   | Bruno Armirail           | FRA    | Decathlon AG2R La Mondiale Team | + 0:24 min |
| 10.   | Pello Bilbao             | ESP    | Bahrain Victorious              | + 0:25 min |

### Etappe 4: Etxarri Aranatz – Legutio (159 km)
Die vierte Etappe wurde in Etxarri Aranatz gestartet und endete in Legutio. Nach dem Start führte die Strecke auf einem Hochplateau in Richtung Westen, wobei die Ortschaften Altsasu, Zalduendo de Álava und Agurain durchfahren wurden. Hier setzten sich mit Louis Meintjes (Intermarché-Wanty), Mikel Retegi (Kern Pharma), Reuben Thompson (Groupama-FDJ), Joseba López (Caja Rural-Seguros RGA), Karel Vacek (Burgos-BH) und Mathieu Burgaudeau (TotalEnergies) sechs Fahrer vom Hauptfeld ab. Bei Opakua begann die Auffahrt auf den Puerto de Opakua, der mit einer Höhe von 1020 Metern den höchsten Punkt der Rundfahrt darstellte. Die Kuppe des Passes, der als Bergwertung der 2. Kategorie klassifiziert worden war, wurde nach 40,8 Kilometern passiert, ehe ein kurzes Flachstück vor der anschließenden Abfahrt folgte. Louis Meintjes holte die meisten Punkte im Kampf um die Bergwertung und baute so seine Führung in der Sonderwertung weiter aus. Bei Iturrieta begann die Straße erneut zu steigen und führte nach Areatza, wo jedoch keine Bergwertung abgenommen wurde. Nun ging es vorbei an Vitoria-Gasteiz zum Zielort Legutio, wo der erste Zwischensprint nach 107,4 Kilometern ausgefahren wurde. Diesen gewann Joseba López vor Mikel Retegi und Louis Meintjes. Bevor eine längere Abfahrt erfolgte, wurde von Otxandio aus der Anstieg nach Olaeta (747 m) befahren, der auf einer Länge von 1,9 Kilometern eine durchschnittliche Steigung von 9 % aufwies. Hier wurde nach 118,6 Kilometern eine Bergwertung der 3. Kategorie abgenommen, die Reuben Thompson vor Louis Meintjes und Mathieu Burgaudeau als Erster überquerte. Auf der Abfahrt der A-2620 kam es im Peloton zu einem Massensturz, der die Aufgabe von Primož Roglič (Bora-hansgrohe), Remco Evenepoel (Soudal Quick-Step) und Jonas Vingegaard (Visma-Lease a Bike), sowie die Neutralisation der Etappe zur Folge hatte. Die Bergwertung des Untzilla (479 m) und der Zwischensprint in Marulanda wurden aus dem Programm genommen und die Ausreißergruppe setzte den Kampf um den Etappensieg in der Auffahrt des drei Kilometer langen Leintz-Gatzaga (617 m) fort. Hier löste sich Louis Meintjes von seinen Fluchtgefährten und fuhr als Solist über Landa zum Ziel in Leguito. Die Zeiten der Etappe flossen nicht in die Gesamtwertung ein.
| Platz | Fahrer             | Nation | Team                   | Zeit                   |
| ----- | ------------------ | ------ | ---------------------- | ---------------------- |
| 01.   | Louis Meintjes     | RSA    | Intermarché-Wanty      | 4:21:15 h (36,17 km/h) |
| 02.   | Reuben Thompson    | NZL    | Groupama-FDJ           | "                      |
| 03.   | Karel Vacek        | CZE    | Burgos-BH              | "                      |
| 04.   | Mikel Retegi       | ESP    | Equipo Kern Pharma     | "                      |
| 05.   | Mathieu Burgaudeau | FRA    | TotalEnergies          | "                      |
| 06.   | Joseba Lopez       | ESP    | Caja Rural-Seguros RGA | "                      |
| 07.   | Lorenzo Rota       | ITA    | Intermarché-Wanty      | "                      |
| 08.   | Kevin Colleoni     | ITA    | Intermarché-Wanty      | "                      |
| 09.   | Ivan Cobo          | ESP    | Equipo Kern Pharma     | "                      |
| 10.   | Jose Manuel Diaz   | ESP    | Burgos-BH              | "                      |

| Platz | Fahrer                   | Nation | Team                            | Zeit       |
| ----- | ------------------------ | ------ | ------------------------------- | ---------- |
| 01.   | Mattias Skjelmose Jensen | DEN    | Lidl-Trek                       | 8:36:11 h  |
| 02.   | Juan Ayuso               | ESP    | UAE Team Emirates               | + 0:04 min |
| 03.   | Kévin Vauquelin          | FRA    | Arkéa-B&B Hotels                | + 0:06 min |
| 04.   | Maximilian Schachmann    | GER    | Bora-hansgrohe                  | "          |
| 05.   | Brandon McNulty          | USA    | UAE Team Emirates               | + 0:13 min |
| 06.   | Bruno Armirail           | FRA    | Decathlon AG2R La Mondiale Team | + 0:14 min |
| 07.   | Pello Bilbao             | ESP    | Bahrain Victorious              | + 0:15 min |
| 08.   | Paul Lapeira             | FRA    | Decathlon AG2R La Mondiale Team | + 0:16 min |
| 09.   | Nelson Oliveira          | POR    | Movistar Team                   | + 0:18 min |
| 10.   | Romain Grégoire          | FRA    | Groupama-FDJ                    | "          |

Nur die ersten sechs Fahrer als Teil der Ausreißergruppe erhielten die Möglichkeit, um den Etappensieg zu fahren, die Plätze 7–10 wurden auf der Homepage der Baskenland-Rundfahrt veröffentlicht.

### Etappe 5: Vitoria-Gasteiz – Amorebieta-Etxano (175,9 km)
Die fünfte Etappe wurde in der baskischen Hauptstadt Vitoria-Gasteiz gestartet und führte über mehrere Anstieg nach Amorebieta-Etxano. Die ersten 40,6 Kilometer führten flach in Richtung Nordwesten, ehe eine längere Abfahrt vom nicht kategorisierten Puerto de Barazar erfolgte. Von Lemoa aus folgte ein weiteres Flachstück, bevor die Fahrer von Durango aus den Puerto de Urkiola (715 m) in Angriff nahmen. Dieser war als Bergwertung der 1. Kategorie klassifiziert worden und wies auf einer Länge von 5,5 Kilometern eine durchschnittliche Steigung von 9,4 % auf. Die meisten Punkte sicherte sich Isaac Del Toro (UAE Team Emirates) vor Sepp Kuss (Visma-Lease a Bike) und Marc Soler (UAE Team Emirates). Nachdem die Kuppe bei Kilometer 87,8 überquert worden war, führt eine lange Abfahrt über Otxandio zurück nach Lemoa, ehe in Amorebieta-Etxano, bei der ersten Zieldurchfahrt, der erste Zwischensprint erfolgte. Hier sicherten sich Martijn Tusveld (dsm-firmenich PostNL), Johannes Staune-Mittet (Visma-Lease a Bike) und Iván Cobo (Kern Pharma) die Zeitbonifikationen aus einer Ausreißergruppe, die sich erst spät gebildet hatte. 52,2 Kilometer vor dem Ziel erreichten die Fahrer den finalen Rundkurs, der zweimal absolviert werden musste. Dieser führte zunächst Richtung Durango, ehe die Auffahrt auf den Muniketagane (379 m) begann. Der Pass wurde über die BI-3332 erreicht und wies auf einer Länge von 3,5 Kilometern eine Durchschnittssteigung von 7,3 % auf. Auf dem höchsten Punkt wurden hier 38 und 12,2 Kilometer vor dem Ziel Bergwertungen der 3. Kategorie abgenommen. Diese sicherten sich Santiago Buitrago (Bahrain Victorious) und Victor Langellotti (Burgos-BH). Nach der anschließenden Abfahrt begann die Straße in Zugastieta Auzoa wieder zu steigen und führte nach Autzagana, wo jedoch keine Punkte im Kampf um die Bergwertung vergeben wurden. Die letzten vier Kilometer führten abschüssig nach Amorebieta-Etxano. 26,8 Kilometer vor dem Ziel wurde bei der vorletzten Zieldurchfahrt ein weiterer Zwischensprint ausgefahren. Hier gingen die Zeitbonifikationen an Michał Kwiatkowski (Ineos Grenadiers), Rémy Rochas (Groupama-FDJ) und Ibon Ruiz (Kern Pharma).
| Platz | Fahrer                | Nation | Team                   | Zeit                   |
| ----- | --------------------- | ------ | ---------------------- | ---------------------- |
| 01.   | Romain Grégoire       | FRA    | Groupama-FDJ           | 4:40:59 h (47,22 km/h) |
| 02.   | Orluis Aular          | VEN    | Caja Rural-Seguros RGA | "                      |
| 03.   | Maximilian Schachmann | GER    | Bora-hansgrohe         | "                      |
| 04.   | Quentin Pacher        | FRA    | Groupama-FDJ           | "                      |
| 05.   | Alex Aranburu         | ESP    | Movistar Team          | "                      |
| 06.   | Santiago Buitrago     | COL    | Bahrain Victorious     | "                      |
| 07.   | Pello Bilbao          | ESP    | Bahrain Victorious     | "                      |
| 08.   | Damien Howson         | AUS    | Q36.5 Pro Cycling Team | "                      |
| 09.   | Samuele Battistella   | ITA    | Astana Qazaqstan Team  | "                      |
| 10.   | Carlos Rodríguez      | ESP    | Ineos Grenadiers       | "                      |

| Platz | Fahrer                   | Nation | Team                            | Zeit       |
| ----- | ------------------------ | ------ | ------------------------------- | ---------- |
| 01.   | Mattias Skjelmose Jensen | DEN    | Lidl-Trek                       | 12:19:39 h |
| 02.   | Maximilian Schachmann    | GER    | Bora-hansgrohe                  | + 0:02 min |
| 03.   | Juan Ayuso               | ESP    | UAE Team Emirates               | + 0:04 min |
| 04.   | Kévin Vauquelin          | FRA    | Arkéa-B&B Hotels                | + 0:06 min |
| 05.   | Romain Grégoire          | FRA    | Groupama-FDJ                    | + 0:08 min |
| 06.   | Brandon McNulty          | USA    | UAE Team Emirates               | + 0:13 min |
| 07.   | Bruno Armirail           | FRA    | Decathlon AG2R La Mondiale Team | + 0:14 min |
| 08.   | Pello Bilbao             | ESP    | Bahrain Victorious              | + 0:15 min |
| 09.   | Alex Aranburu            | ESP    | Movistar Team                   | + 0:23 min |
| 10.   | Jordan Jegat             | FRA    | TotalEnergies                   | + 0:30 min |

### Etappe 6: Eibar – Eibar (137,8 km)
Dies sechste und letzte Etappe wurde erneut auf einem Rundkurs ausgetragen, dessen Start und Ziel in Eibar lag. Mit sieben Bergwertungen handelte es sich um den anspruchsvollsten Abschnitt der Rundfahrt. Nach dem Start führte die Strecke entlang des Deba in Richtung Norden, ehe mit dem Elkorrieta (188 m) nach 13,5 Kilometern die erste Bergwertung der 3. Kategorie abgenommen wurde. Hier setzten sich 23 Fahrer vom Hauptfeld ab, wobei Rein Taaramäe (Intermarché-Wanty) über die Kuppe führte. Im Anschluss drehte die Fahrtrichtung gen Süden und mit der Alto de Azurki (674 m) und dem Elosua-Gorla (684 m) wurden eine Bergwertung der 1. und 2. Kategorie nach 24,9 bzw. 45 Kilometern überquert. Erstere überquerte erneut der Este an der ersten Position liegend, ehe sich David de la Cruz (Q36.5) die dritte Bergwertung des Tages sicherte. Beide Male fuhr Sepp Kuss (Visma-Lease a Bike) als Zweiter über die Passhöhe und lag somit in der Sonderwertung gleichauf mit Louis Meintjes (Intermarché-Wanty), der nicht Teil der Ausreißergruppe war. Nach Bergara folgte nun ein rund 10 Kilometer langes Flachstück, ehe mit dem Krabelin (578 m) der anspruchsvollste Anstieg der Rundfahrt in Angriff genommen wurde. Dieser wies auf seiner Länge von fünf Kilometern eine durchschnittliche Steigung von 9,6 % auf und war als Bergwertung der 1. Kategorie klassifiziert worden. In den steilen Rampen des Anstiegs begann die Ausreißergruppe zu zerfallen, ehe Sepp Kuss über die Bergwertung führte. Nachdem die Kuppe in etwa zur Hälfte der Etappe überquert worden war, folgte eine längere Abfahrt, die die Fahrer nach Marquina-Jeméin führte. Hier wurde nach 83,7 Kilometern der erste Zwischensprint ausgefahren, wobei die Zeitbonifikationen mit Esteban Chaves, James Shaw (beide EF Education-EasyPost) und Oscar Onley (dsm-firmenich PostNL) an Fahrer gingen, die in der Gesamtwertung keine Rolle spielten. Auf dem Trabacúa (402 m), einer Bergwertung der 3. Kategorie, die nach 92,6 Kilometern abgenommen wurde, sicherte sich erneut Sepp Kuss die meisten Bergpunkte. Nach mehreren kleineren Wellen erreichten die Fahrer bei Kilometer 104,5 den Zielort Eibar, wo der zweite Zwischensprint ausgefahren wurde. Marc Soler (UAE Team Emirates), der sich im Anstieg des Krabelin abgesetzt hatte und zur Spitzengruppe aufgeschlossen war, sicherte sich vor seinem Teamkollegen Igor Arrieta und Bauke Mollema (Lidl-Trek) die meisten Zeitbonifikationen. Direkt danach begann die Straße wieder zu steigen und führte auf den Anstieg von Izua (543 m), der auf seinen 4,1 Kilometern eine Durchschnittsteigung von 9,2 % aufweist. Nun wurden auch die restlichen Ausreißer von der Favoritengruppe gestellt, wobei Oscar Onley noch 26,8 Kilometer vor dem Ziel über die Kuppe des Anstiegs führte. Nach einer längeren Abfahrt folgte der flachere Urkaregi (344 m), der als Bergwertung der 3. Kategorie klassifiziert worden war. Dieser wurde als letzter Anstieg 12,5 Kilometer vor dem Ziel überquert und diente Juan Ayuso (UAE Team Emirates) und Carlos Rodríguez (Ineos Grenadiers) um sich von Mattias Skjelmose Jensen (Lidl-Trek) abzusetzen. Über Elgoibar gelangten die Fahrer zum Zielort Eibar, wobei die letzten fünf Kilometer leicht bergauf führten.
| Platz | Fahrer                   | Nation | Team                      | Zeit       |
| ----- | ------------------------ | ------ | ------------------------- | ---------- |
| 01.   | Carlos Rodríguez         | ESP    | Ineos Grenadiers          | 03:37:13 h |
| 02.   | Juan Ayuso               | ESP    | UAE Team Emirates         | "          |
| 03.   | Marc Soler               | ESP    | UAE Team Emirates         | + 0:41 min |
| 04.   | Mattias Skjelmose Jensen | DEN    | Lidl-Trek                 | "          |
| 05.   | Oscar Onley              | GBR    | Team dsm-firmenich PostNL | "          |
| 06.   | Bauke Mollema            | NED    | Lidl-Trek                 | + 1:31 min |
| 07.   | Brandon McNulty          | USA    | UAE Team Emirates         | "          |
| 08.   | Pello Bilbao             | ESP    | Bahrain Victorious        | "          |
| 09.   | Esteban Chaves           | COL    | EF Education-EasyPost     | + 1:33 min |
| 10.   | Isaac Del Toro           | MEX    | UAE Team Emirates         | + 1:41 min |

| Platz | Fahrer                   | Nation | Team                            | Zeit       |
| ----- | ------------------------ | ------ | ------------------------------- | ---------- |
| 01.   | Juan Ayuso               | ESP    | UAE Team Emirates               | 15:56:50 h |
| 02.   | Carlos Rodríguez         | ESP    | Ineos Grenadiers                | + 0:42 min |
| 03.   | Mattias Skjelmose Jensen | DEN    | Lidl-Trek                       | + 0:43 min |
| 04.   | Marc Soler               | ESP    | UAE Team Emirates               | + 1:23 min |
| 05.   | Brandon McNulty          | USA    | UAE Team Emirates               | + 1:46 min |
| 06.   | Pello Bilbao             | ESP    | Bahrain Victorious              | + 1:48 min |
| 07.   | Isaac Del Toro           | MEX    | UAE Team Emirates               | + 2:15 min |
| 08.   | Kévin Vauquelin          | FRA    | Arkéa-B&B Hotels                | + 2:38 min |
| 09.   | Ion Izagirre             | ESP    | Cofidis                         | + 3:06 min |
| 10.   | Alex Baudin              | FRA    | Decathlon AG2R La Mondiale Team | + 3:07 min |

## Vergabe der UCI-Punkte
Die Baskenland-Rundfahrt war Teil der UCI WorldTour 2024. Während des Rennens wurden UCI-Punkte vergeben, die sich auf die Platzierung der Fahrer und Mannschaften im UCI Ranking auswirkten. Die Punktevergabe erfolgte nach folgendem Schlüssel:
| Platzierung    | 1.  | 2.  | 3.  | 4.  | 5.  | 6.  | 7.  | 8.  | 9. | 10. | Anmerkung                               |
| -------------- | --- | --- | --- | --- | --- | --- | --- | --- | -- | --- | --------------------------------------- |
| Gesamtwertung  | 400 | 320 | 260 | 220 | 180 | 140 | 120 | 100 | 80 | 68  | gestaffelt bis zum 60. Platz (2 Punkte) |
| Punktewertung  | 8   | —   | —   | —   | —   | —   | —   | —   | —  | —   |                                         |
| Bergwertung    | 8   | —   | —   | —   | —   | —   | —   | —   | —  | —   |                                         |
| Etappenwertung | 50  | 30  | 25  | 20  | 15  | 10  | 8   | 6   | 3  | 1   |                                         |
| Gesamtwertung  | 8   | —   | —   | —   | —   | —   | —   | —   | —  | —   | Gesamtführender nach jeder Etappe       |

## Wertungen im Verlauf
| Etappe         | Etappensieger    | Gesamtwertung            | Sprintwertung   | Bergwertung    | Nachwuchswertung | Teamwertung       | Baskischer Fahrer | aktivster Fahrer  |
| -------------- | ---------------- | ------------------------ | --------------- | -------------- | ---------------- | ----------------- | ----------------- | ----------------- |
| 1              | Primož Roglič    | Primož Roglič            | Primož Roglič   | Primož Roglič  | Juan Ayuso       | UAE Team Emirates | Ion Izagirre      | Primož Roglič     |
| 2              | Paul Lapeira     | Primož Roglič            | Primož Roglič   | Primož Roglič  | Juan Ayuso       | Bora-hansgrohe    | Pello Bilbao      | Alexis Vuillermoz |
| 3              | Quinten Hermans  | Primož Roglič            | Quinten Hermans | Louis Meintjes | Juan Ayuso       | Bora-hansgrohe    | Pello Bilbao      | Primož Roglič     |
| 4              | Louis Meintjes   | Mattias Skjelmose Jensen | Quinten Hermans | Louis Meintjes | Juan Ayuso       | Bora-hansgrohe    | Pello Bilbao      | Louis Meintjes    |
| 5              | Romain Grégoire  | Mattias Skjelmose Jensen | Alex Aranburu   | Louis Meintjes | Juan Ayuso       | UAE Team Emirates | Pello Bilbao      | Isaac Del Toro    |
| 6              | Carlos Rodríguez | Juan Ayuso               | Alex Aranburu   | Sepp Kuss      | Juan Ayuso       | UAE Team Emirates | Pello Bilbao      | Marc Soler        |
| Wertungssieger | Wertungssieger   | Juan Ayuso               | Alex Aranburu   | Sepp Kuss      | Juan Ayuso       | UAE Team Emirates | Pello Bilbao      | nicht vergeben    |